# Шакало Володимир Петрович
Володимир Петрович Шакало (17 липня 1941 — 26 березня 2016) — радянський і український актор театру і кіно. Заслужений артист України.

## Життєпис
Народився 17 липня 1941 року в Кривому Розі Дніпропетровської області. Закінчив театральну студію при Харківському академічному українському драматичному театрі та Державний інститут театрального мистецтва ім. А.Луначарського (1973). Актор Київської кіностудії імені О.Довженка, потім — Одеській кіностудії. Працював у театрах Києва, Гродно, Кишинева, Одеси. У 1996-2007 — актор Луганського академічного українського драматичного театру.
Член Національної спілки кінематографістів України.

## Фільмографія
Знявся більше ніж у сорока фільмах, зокрема:
- «Білий птах з чорною ознакою» (1970, пан Левицький)
- «Пропала грамота» (1972, Петро)
- «Кожен день життя» (1973, Семен)
- «Ні пуху, ні пера!» (1974, Кузьма)
- «Біле коло» (1974, Центнер)
- «Білий башлик» (1974, Нікуало)
- «Там вдалині, за рікою» (1975, Дудар)
- «Легенда про Тіля» (1976, солдат із війська принца Оранського, який викликав Тіля на поєдинок)
- "По вовчому сліду (1976, Іван Матюхін)
- "Оповідь про хороброго витязя Фет-Фрумоса (1977, син Лаура-Балаура)
- «Мир хатам, війна палацам» (1977, Наркіс)
- "Фронт за лінією фронту (1977, бородатий партизан із загону «За Батьківщину»)
- «Омелян Пугачов» (1978, дзвонар)
- «Ліс, у який ти ніколи не увійдеш» (1978, Довгов'язий вальщик лісу)
- «Вавилон ХХ» (1979, Македонський)
- «Мільйони Ферфакса» (1980, Артур)
- «Ескадрон гусар летючих» (1980, Яків, німий)
- «Вишневий вир» (1980, Андрій Савкін)
- «Зоряне відрядження» (1982, колгоспник, у мотоциклетному шоломі, член весільного комітету)
- «Раптовий викид» (1983, рятувальник)
- «Канкан в Англійському парку» (1984, епізод)
- «Русь споконвічна» (1985, придворний Юстиніана)
- «Дубровський» (1985, Архіп, коваль)
- «На залізниці» (1988, Христофор Панфімирович)
- «Під сходами» (1988)
- «Родина Зітарів» (1989)
- «Павук» (1991, епізод)
- «Острів любові» (1996, фільм 4-й «Вирок», отець Ції)